# Selenicereus bierianus
A Selenicereus bierianus egy újonnan felfedezett epifita kaktusz, kultúrában nem, természetben is csak három helyen található meg.

## Elterjedése és élőhelye
Mexikó: Chiapas állam; 1200 m tengerszint feletti magasságban; Oaxaca állam; 50–750 m tengerszint feletti magasságban.

## Jellemzői
Kapaszkodó hajtású növény, szárai 5-6 bordával tagoltak, hengeresek, a bordák kevéssé emelkednek ki, 4–6 mm átmérőjűek, mélyzöld színűek, az areolák 5 mm távolságban fejlődnek, 6-7 sárgásfehér 3–4 mm hosszú tövist hordoznak. Virágai 110 mm hosszúak, a pericarpium 10, a tölcsér 80 mm hosszú, vöröses árnyalatú, fehéren gyapjas areoláin 6-8 sárgásfehér tövis fejlődik. A külső szirmok zöldesfehérek, a belső szirmok fehérek, 40 mm hosszúak, a virágok szélesre nyílnak, átmérőjük 70 mm. Termése még nem ismert.